# Love Addict (Ardis Fagerholm)
Love Addict è l'album di debutto della cantante svedese Ardis Fagerholm, pubblicato il 1º agosto 1994 su etichetta discografica Stockholm Records.
Il disco è stato candidato ai premi Grammis, il principale riconoscimento musicale svedese, per il miglior album pop/rock femminile.

## Tracce
1. Prayer for Africa – 3:41
2. Sweet as Candy – 4:00
3. Ain't Nobody's Business – 3:12
4. Fugitive – 3:21
5. Shotgun – 3:50
6. Love Addict – 3:39
7. Something's Going On – 3:42
8. Games – 3:42
9. Gimmi Love – 3:16
10. Society Criminal – 3:48
11. Original Sin – 3:12
12. Slow Dance – 3:17

## Classifiche
| Classifica (1995) | Posizione massima |
| ----------------- | ----------------- |
| Svezia            | 7                 |